# یوری تیلمانس
یوری تیلمانس (فرانسوی: Youri Tielemans‎؛ زادهٔ ۷ مهٔ ۱۹۹۷) بازیکن فوتبال اهل بلژیک است که برای باشگاه استون ویلا بازی می‌کند.
تیلمانس در ۲ اکتبر ۲۰۱۳ با بازی در لیگ قهرمانان اروپا در حالی که فقط ۱۶ سال و ۱۴۸ روز سن داشت، به جوان‌ترین بازیکن بلژیکی تاریخ لیگ قهرمانان اروپا تبدیل شد.
وی همچنین دو بار عنوان بهترین بازیکن جوان سال فوتبال بلژیک را کسب کرده‌است.